# Fessanvilliers-Mattanvilliers
Fessanvilliers-Mattanvilliers és un municipi francès, situat al departament de l'Eure i Loir i a la regió de Centre – Vall del Loira. L'any 2007 tenia 164 habitants.

## Demografia

### Població
El 2007 la població de fet de Fessanvilliers-Mattanvilliers era de 164 persones. Hi havia 50 famílies, de les quals 12 eren unipersonals (8 homes vivint sols i 4 dones vivint soles), 19 parelles sense fills i 19 parelles amb fills.
La població ha evolucionat segons el següent gràfic:
Habitants censats

### Habitatges
El 2007 hi havia 69 habitatges, 54 eren l'habitatge principal de la família, 11 eren segones residències i 4 estaven desocupats. Tots els 67 habitatges eren cases. Dels 54 habitatges principals, 46 estaven ocupats pels seus propietaris, 6 estaven llogats i ocupats pels llogaters i 2 estaven cedits a títol gratuït; 4 tenien dues cambres, 8 en tenien tres, 9 en tenien quatre i 33 en tenien cinc o més. 44 habitatges disposaven pel capbaix d'una plaça de pàrquing. A 18 habitatges hi havia un automòbil i a 35 n'hi havia dos o més.

### Piràmide de població
La piràmide de població per edats i sexe el 2009 era:
| Homes | Edats   | Dones |
| ----- | ------- | ----- |
| 0     | 95 o +  | 0     |
| 0     | 90 a 94 | 0     |
| 0     | 85 a 89 | 0     |
| 0     | 80 a 84 | 0     |
| 0     | 75 a 79 | 0     |
| 4     | 70 a 74 | 4     |
| 0     | 65 a 69 | 0     |
| 4     | 60 a 64 | 0     |
| 0     | 55 a 59 | 4     |
| 0     | 50 a 54 | 4     |
| 12    | 45 a 49 | 0     |
| 0     | 40 a 44 | 16    |
| 12    | 35 a 39 | 8     |
| 4     | 30 a 34 | 0     |
| 4     | 25 a 29 | 12    |
| 0     | 20 a 24 | 0     |
| 4     | 15 a 19 | 4     |
| 4     | 10 a 14 | 4     |
| 8     | 5 a 9   | 12    |
| 12    | 0 a 4   | 4     |

## Economia
El 2007 la població en edat de treballar era de 111 persones, 75 eren actives i 36 eren inactives. De les 75 persones actives 67 estaven ocupades (42 homes i 25 dones) i 8 estaven aturades (5 homes i 3 dones). De les 36 persones inactives 6 estaven jubilades, 12 estaven estudiant i 18 estaven classificades com a «altres inactius».

### Ingressos
El 2009 a Fessanvilliers-Mattanvilliers hi havia 55 unitats fiscals que integraven 172 persones, la mediana anual d'ingressos fiscals per persona era de 17.158 €.

### Activitats econòmiques
Dels 6 establiments que hi havia el 2007, 2 eren d'empreses de construcció, 3 d'empreses de comerç i reparació d'automòbils i 1 d'una empresa immobiliària.
Dels 3 establiments de servei als particulars que hi havia el 2009, 1 era un taller de reparació d'automòbils i de material agrícola, 1 lampisteria i 1 electricista.
L'any 2000 a Fessanvilliers-Mattanvilliers hi havia 10 explotacions agrícoles.

## Poblacions més properes
El següent diagrama mostra les poblacions més properes.